# 와카미야역
와카미야역(일본어: 若宮駅)은 일본 후쿠시마현 가와누마군 아이즈반게정에 위치한 동일본 여객철도 다다미선의 철도역이다. 단선 승강장 1면 1선의 구조를 갖춘 지상역이다.

## 이용 현황
| 승차 인원 추이 | 승차 인원 추이 |
| 연도           | 1일 평균       |
| -------------- | -------------- |
| 2000           | 16             |
| 2001           | 14             |
| 2002           | 16             |
| 2003           | 14             |
| 2004           | 14             |

## 역 주변
- 반에쓰 자동차도 니쓰루 간이 휴게소

## 역사
- 1934년 11월 1일 : 개업. 여객 취급만.
- 1945년 6월 10일 : 휴업.
- 1946년 6월 10일 : 영업 재개.
- 1987년 4월 1일 : 일본국유철도 분할 민영화에 의해, 동일본 여객철도가 승계.

## 인접 역
| 동일본 여객철도 다다미선   | 동일본 여객철도 다다미선 | 동일본 여객철도 다다미선 |
| -------------------------- | ------------------------ | ------------------------ |
| 니쓰루 아이즈와카마쓰 방면 | ■ 다다미선               | 아이즈반게 고이데 방면   |